# Каптурник посмугований
Каптурник посмугований (Stephanopachys substriatus) — вид жуків з родини каптурників (Bostrichidae).

## Поширення
Вид поширений в Європі, Північній Азії та Північній Америці. Мешкає у хвойних лісах.

## Опис
Видовжений жук завдовжки 4-7 мм. Забарвлення темно-коричневе. Передньоспинка і надкрила мають дуже нерівну і матову поверхню.

## Спосіб життя
Личинки та жуки живуть у деревині і флоемі мертвих або спалених хвойних деревах, включаючи сосен, ялин і модрин. Розвиток личинки триває два роки.